# Мкашер, Мохамед
Мохамед Мкашер (араб. محمد مكشر‎, 25 мая 1975, Сус) — тунисский футболист, играл на позиции защитника. По завершении игровой карьеры — футбольный тренер. Сейчас входит в тренерский штаб клуба «Этюаль дю Сахель».
Выступал, в частности, за клубы «Этуаль дю Сахель» и «Клуб Африкен», а также национальную сборную Туниса.

## Клубная карьера
Во взрослом футболе дебютировал в 1995 году выступлениями за команду клуба «Этуаль дю Сахель», в которой провёл семь сезонов.
В 2002 году перешёл в клуб «Клуб Африкэн», за который отыграл 4 сезона. Завершил профессиональную карьеру футболиста выступлениями за команду «Клуб Африкэн» в 2006 году.

## Выступления за сборные
В 1996 году дебютировал в официальных матчах в составе национальной сборной Туниса. В течение карьеры в национальной команде, которая длилась 9 лет, провел в форме главной команды страны 17 матчей.
В составе сборной был участником Кубка африканских наций 1998 года в Буркина-Фасо, чемпионата мира 2002 года в Японии и Южной Корее.
В 1996 году защищал цвета олимпийской сборной Туниса. В составе этой команды провел 2 матча, забил 1 гол. В составе сборной — участник футбольного турнира на Олимпийских играх 1996 года в Атланте.

## Карьера тренера
Сразу по завершении игровых выступлений начал тренерскую карьеру, войдя в тренерский штаб клуба «Этюаль дю Сахель». Сначала работал с дублерами клуба, впоследствии стал помощником главного тренера основной команды. Часть 2010 года возглавлял её тренерский штаб.